# 기억의 지속
기억의 지속(스페인어: La Persistencia de la Memoria, 영어: The Persistence of Memory, 1931)은 살바도르 달리의 작품 중 가장 잘 알려진 초현실주의 그림이다. 그림 속 흘러내리는 듯한 회중 시계의 모습이 유명하며 녹아내리는 시계(Melting Clocks), 늘어진 시계(Droopy Clocks) 등으로도 널리 알려져 있다.

## 작품설명
이 작품은 당시 달리가 생각했던 초현실주의에 입각하여 부드러움과 견고함의 조합을 사용하였다. 때문에 부드럽게 흘러내리는 듯한 시계 모양이 나타나 있다.
실제로 달리의 작품이 프로이트의 학설에 따르고 있기는 하지만 그림의 형상은 1945년 원자 폭탄 투하 이후 과학적인 면모를 다루는 경향으로 바뀌었다. 기억의 지속이라는 작품에서 아인슈타인의 상대성 이론을 통해 시간의 왜곡을 묘사한 것 같다고 평가를 받기도 하는 이유는 그 때문이다.
대개의 경우 나무는 칼처럼 뾰족한 사물을 가리키지만 여기에서는 그림의 다른 요소와 똑같은 의미를 지닌다. 어떤 의미에서는 열망과 두려움 그리고 한편으로는 테러나 전쟁에 대한 공포가 나타나 있다. 한편 오른쪽 자락에 있는 황금색의 절벽은 달리의 모국인 스페인을 상징한다.

## 역사
기억의 지속은 파리의 피에르 콜리의 갤러리(Galerie Pierre Colle)에 1931년 최초로 전시되었다가 1932년, 뉴욕의 갤러리스트였던 줄리엔 레비가 2500불을 주고 사왔다. 1933년, 그림은 스텐리 비 레소르 부인(Mrs. Stanley B Resor)에게 팔렸고 그녀는 익명으로 1934년, 뉴욕 근대미술관에 기증하였다.